# Cephalochrysa demeijerei
Cephalochrysa demeijerei är en tvåvingeart som först beskrevs av Lindner 1937.  Cephalochrysa demeijerei ingår i släktet Cephalochrysa och familjen vapenflugor. Inga underarter finns listade i Catalogue of Life.